# جون دونينغ (مؤلف خيال)
جون دونينغ (بالإنجليزية: John Dunning)‏ (9 يناير 1942، بروكلين في الولايات المتحدة)؛ كاتب، مونتير وروائي أمريكي.